# Emmanuel Nadingar
Emanuel Nadingar (ur. 1951 w Bebidji), czadyjski polityk, były minister, premier Czadu od 5 marca 2010 do 21 stycznia 2013.

## Życiorys
Emmanuel Nadingar urodził się w 1951 w Bebidji w południowo-zachodnim Czadzie. Jego ojciec był znanym przeciwnikiem politycznym pierwszego prezydenta Czadu François Tombalbaye’a. W 1973 ukończył szkołę średnią, zdobywając tytuł baccalauréat. Następnie rozpoczął studia w Brazzaville w Kongu, gdzie w latach 80. XX w ukończył rachunkowość.
W połowie lat 90. XX w. zaangażował się w działalność polityczną. Utworzył Narodową Partię na rzecz Odbudowy i Rozwoju (Parti national pour le redressement et le développement, NRDP). Od 2003 do 2010 wchodził w skład wszystkich rządów.
Od 14 sierpnia 2001 do 13 czerwca 2002 pełnił funkcję sekretarza stanu ds. promocji gospodarczej i rozwoju w rządzie premiera Nagouma Yamassouma. Następnie od 24 czerwca 2003 do 24 lipca 2004 był podsekretarzem generalnym w gabinecie premiera Moussy Fakiego. Od 24 lipca 2004 zajmował stanowisko ministra obrony, kombatantów i ofiar wojny w jego rządzie. Stanowisko to zachował również w gabinecie premiera Pascala Yoadimnadjiego, sformowanym 4 lutego 2005. Od 7 sierpnia 2005 do 15 sierpnia 2006 był ministrem delegowanym ds. transportu w ramach Ministerstwa Infrastruktury. Od 15 do 26 sierpnia 2006 pełnił krótko funkcję ministra środowiska i rybołówstwa. Od 26 sierpnia 2006 do 4 marca 2007 zajmował stanowisko ministra ds. ropy naftowej w rządzie premiera Yoadimnadji. Stanowisko to zachował również w gabinecie premiera Delwy Kassiré Koumakoye'a (4 marca 2007- 23 kwietnia 2008). 23 kwietnia 2008 został ministrem ds. decentralizacji w rządzie premiera Youssoufa Saleha Abbasa.
5 marca 2010 premier Abbas złożył dymisję na ręce prezydenta Idrissa Déby. Prezydent przyjął rezygnację, nie podając jej przyczyny. Tego samego dnia nowym szefem rządu mianował Emmanuela Nadingara. Nadingar był członkiem rządzącego Patriotycznego Ruchu Ocalenia (MPS). Po wyborach parlamentarnych z lutego 2011 zachował stanowisko szefa rządu i w sierpniu 2011 sformował swój drugi gabinet.
21 stycznia 2013 premier Nadingar podał się do dymisji, co ogłosił w komunikacie radiowym. Tego samego dnia prezydent Déby nowym szefem rządu mianował Djimrangara Dadnadjiego. Do chwili ustąpienia Nadingar był najdłużej sprawującym urząd premierem od czasu objęcia władzy przez Idrissa Déby’ego w 1990. Jego kadencja trwała 2 lata i 10 miesięcy.